# Thisayanvilai
Thisayanvilai là một thị xã panchayat của quận Tirunelveli thuộc bang Tamil Nadu, Ấn Độ.

## Nhân khẩu
Theo điều tra dân số năm 2001 của Ấn Độ, Thisayanvilai có dân số 19.557 người. Phái nam chiếm 48% tổng số dân và phái nữ chiếm 52%. Thisayanvilai có tỷ lệ 77% biết đọc biết viết, cao hơn tỷ lệ trung bình toàn quốc là 59,5%: tỷ lệ cho phái nam là 81%, và tỷ lệ cho phái nữ là 73%. Tại Thisayanvilai, 12% dân số nhỏ hơn 6 tuổi.